# Terasa Bydgoska

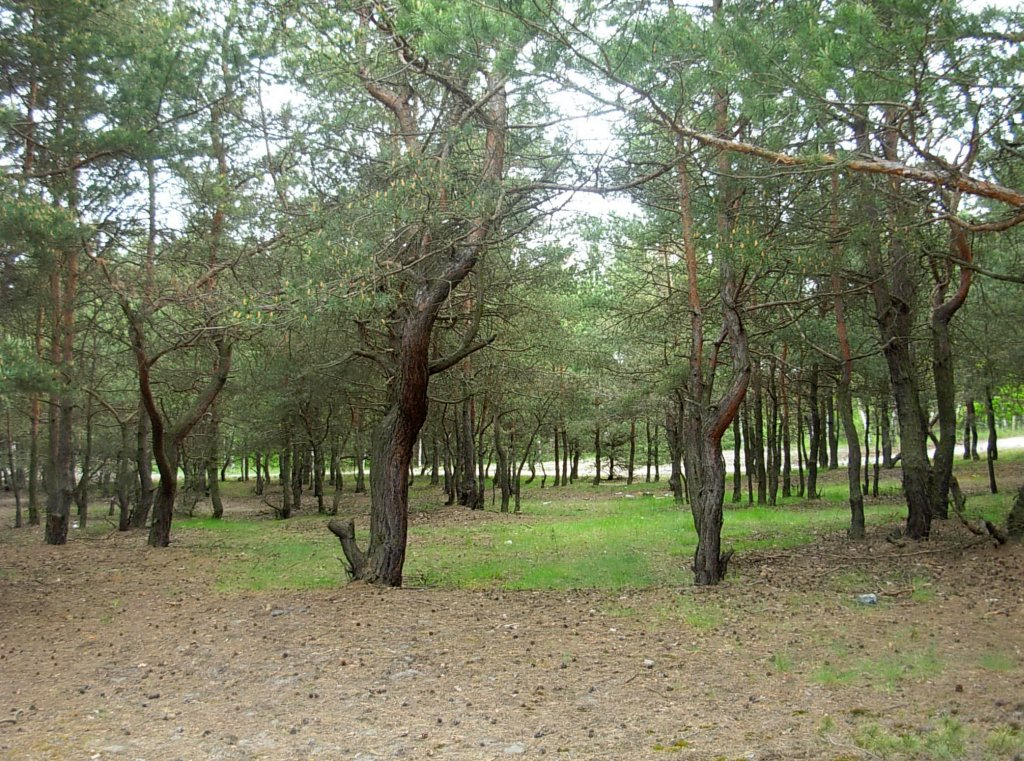
Bór suchy na południowych obrzeżach Lasu Gdańskiego

Terasa Bydgoska (315.352) – mikroregion fizycznogeograficzny, stanowiący część mezoregionu Kotliny Toruńskiej.

## Położenie
Mikroregion zajmuje północną część miasta Bydgoszczy, położoną na południe od skarpy północnej. Znajduje się w obrębie następujących jednostek urbanistycznych: Czyżkówko, Flisy, Jachcice, Rynkowo, Myślęcinek, Las Gdański, Brdyujście.
Z powodu rozdzielenia doliną Brdy, wydziela się części:
- Terasę Czyżkówka (315.352.01) – Czyżkówko, fragment Flisów;
- Las Gdański (315.352.02) – Jachcice, Rynkowo, Myślęcinek, Las Gdański, fragment Brdyujścia.

Z uwagi na stan zainwestowania miejskiego, teren położony na południe od Terasy Bydgoskiej, mimo że o podobnym charakterze – jest wyodrębniony jako oddzielny mikroregion Miasto Bydgoszcz.

## Charakterystyka
Terasa Bydgoska stanowi piaszczystą równinę, będącą najniższym poziomem pradolinnego odpływu wód w czasie ostatniej fazy zlodowacenia bałtyckiego. Ma ona charakter erozyjno-akumulacyjny. Górną warstwę stanowią piaski o miąższości do kilkunastu metrów z przewarstwieniami żwirów. Pod nimi występują osady piaszczyste starszych interglacjałów, a na głębokości 50–60 m – ilaste osady trzeciorzędowe. Miejscami stosunkowo płytko występują iły plioceńskie (Czyżkówko, Brdyujście).
W mikroregionie charakterystyczne są przekształcenia eoliczne, w wyniku których powstały niewielkie wydmy piaszczyste (wys. 2–3 m) w strefie przyległej do obszaru zainwestowania miejskiego – w Myślęcinku, Lesie Gdańskim oraz Fordonie. Dużą powierzchnię zajmują bory sosnowe o charakterze boru świeżego. Strefy przyzboczowe zajmują siedliska boru mieszanego świeżego (Myślecinek), a w strefie płytkiego zalegania iłów (Brdyujście) – grądy. Na piaszczystych wydmach z ekspozycją południową występują bory suche (Bydgoszcz Wschód). Lasy mają duże znaczenie ochronne ze względu na obecność na tym terenie ujęć głębinowych wody pitnej dla Bydgoszczy, sprzyjają oczyszczeniu powietrza atmosferycznego oraz tworzą korzystny dla człowieka mikroklimat. 

### Ochrona przyrody
Obszar mikroregionu zajęty jest częściowo przez obszary chronionego krajobrazu: Obszar Chronionego Krajobrazu Północnego Pasa Rekreacyjnego Miasta Bydgoszczy i Obszar Chronionego Krajobrazu Zalewu Koronowskiego (fragment Jachcic).